# Erwin Lichtenegger

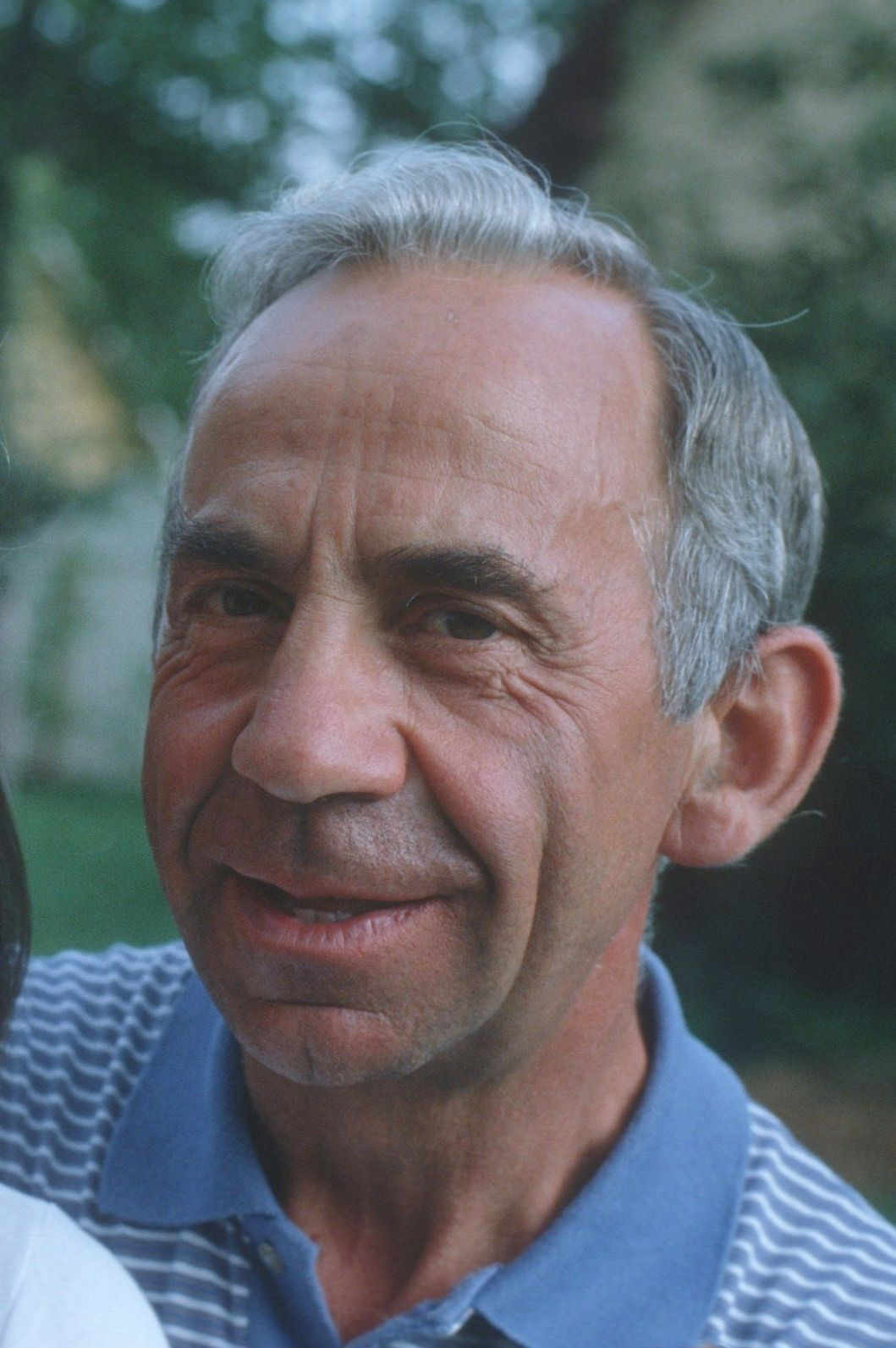
Erwin Lichtenegger

Erwin Lichtenegger (* 9. Mai 1928 in Kamp im Lavanttal, Kärnten; † 18. August 2004 während eines Urlaubsaufenthaltes an der Oberen Adria in Bibione, Italien) war ein österreichischer Agrarwissenschaftler. Als Landesalminspektor von Kärnten untersuchte er vor allem die Auswirkungen anthropogener Bewirtschaftungsmaßnahmen auf die Vegetation von Grünlandflächen. In enger Zusammenarbeit mit der österreichischen Botanikerin Lore Kutschera erwarb er sich bedeutende Verdienste auf dem Gebiet der Wurzelökologie.

## Leben und Wirken
Erwin Lichtenegger, Sohn eines Bergbauern, besuchte in den Jahren zwischen 1943 und 1948 eine landwirtschaftliche Fachschule und absolvierte eine zweijährige landwirtschaftliche Praxis. Ab 1949 setzte er seine landwirtschaftliche Ausbildung an der Höheren Bundeslehranstalt für alpenländische Landwirtschaft in Raumberg-Gumpenstein fort. Ab 1952 arbeitete er als wissenschaftliche Hilfskraft beim Landesplanungsamt in Kärnten, wo er im Gebiet des Keutschacher Moor-Seentales pflanzensoziologische Studien durchführte.
Von 1953 bis 1957 studierte Lichtenegger an der Hochschule für Bodenkultur in Wien. Bereits vor Beginn seines Studiums hatte er Kontakt zu der Botanikerin Lore Kutschera, die 1953 in Klagenfurt ein Pflanzensoziologisches Institut gegründet hatte und dort umfangreiche Wurzeluntersuchungen durchführte. Nach Abschluss seines Hochschulstudiums arbeitete Lichtenegger zwei Jahre lang als Assistent bei Lore Kutschera in Klagenfurt. Während dieser Zeit erwarb er sich grundlegende Kenntnisse auf dem Gebiet der Wurzelökologie.
1959 übernahm Lichtenegger eine hauptamtliche Stelle als Lehrer an der Landwirtschaftlichen Fachschule in St. Andrä im Lavanttal. Von 1961 bis 1966 wirkte er als wissenschaftlicher Mitarbeiter im Referat für Botanik und Pflanzensoziologie in Gumpenstein bei Irdning. Sein Hauptarbeitsfeld war hier die Erforschung der Grünlandvegetation im mittleren Ennstal. Während dieser Zeit entstand seine Dissertation Die natürlichen Voraussetzungen und deren Berücksichtigung für eine erfolgreiche Weidewirtschaft im Kärntner Becken, mit der er 1963 an der Hochschule für Bodenkultur in Wien zum Dr. agr. promoviert wurde.
1966 trat Lichtenegger in den Agrardienst des Amtes der Kärntner Landesregierung. 1970 erfolgte seine Bestellung zum Landesalminspektor von Kärnten. In dieser Funktion war seine Hauptaufgabe die Förderung und Erhaltung der Almwirtschaft durch die Beratung der Bauern bezüglich Düngung, Anlage von Wirtschaftswegen und Errichtung von Wirtschaftsgebäuden sowie die Vergabe von Fördergeldern. Daneben beschäftigte er sich eingehend mit Untersuchungen über den Einfluss von Bewirtschaftungsmaßnahmen auf die Zusammensetzung der Pflanzengesellschaften und deren Auswirkungen auf die in höheren Lagen erzielbaren Erträge. Die Ergebnisse dieser Untersuchungen hat er in zahlreichen Artikeln in einschlägigen Fachzeitschriften veröffentlicht. Ein großes Anliegen war ihm auch die dauerhafte Begrünung und Absicherung von neuangelegten Skipisten und rutschgefährdeten Böschungen unter Verwendung von standortgerechtem Saatgut. Bereits in den Anfängen der künstlichen Beschneiung von Skipisten erarbeitete er die Grundlagen für eine sachgerechte Beurteilung der Auswirkungen auf die Vegetation. Seine Untersuchungsergebnisse zeigten, dass eine künstliche Schneedecke eine Schutzwirkung für die Pflanzendecke besitzt.
1982 habilitierte sich Lichtenegger an der Universität für Bodenkultur in Wien mit der Schrift Standortuntersuchungen im Grünland. Ab 1983 hielt er an dieser Hochschule Vorlesungen über „Ökologie und Soziologie des Grünlandes“, seit 1989 an der Universität Klagenfurt. 1990 wurde ihm der Titel eines außerordentlichen Professors verliehen. 1993 schied er aus dem Staatsdienst aus.
Lichtenegger war jedoch nicht nur Grünlandwissenschaftler, sondern er gilt als einer der großen Wurzelforscher in der zweiten Hälfte des 20. Jahrhunderts. Fast fünf Jahrzehnte hat er gemeinsam mit Lore Kutschera auf natürlichen sowie land- und forstwirtschaftlich genutzten Flächen in Tal- und Bergregionen Pflanzen ausgegraben und deren Wurzeln unter Einbeziehung der vorgegebenen ökologischen Standortfaktoren beschrieben. Die von Lichtenegger angefertigten Haarstrich-Zeichnungen der freigelegten Wurzelsysteme einschließlich jener der oberirdischen Pflanzenteile gelten als zeitlose Dokumente der wissenschaftlichen Wurzelforschung.
An allen Bänden der von Lore Kutschera herausgegebenen siebenteiligen Wurzelatlas-Reihe (1960–2009) und an weiteren Publikationen zur Wurzelökologie war Lichtenegger als Zeichner, Mitherausgeber bzw. Mitautor beteiligt. Aus beruflichen Gründen konnte er bis 1993 Wurzelforschung überwiegend nur in seiner Freizeit betreiben. Erst nach seiner Pensionierung widmete er sich „hauptberuflich“ ganz diesem Forschungsfeld. Auf Forschungsreisen in mehreren außereuropäischen Ländern konnte er noch viele Wurzelsysteme freilegen und neue Erkenntnisse über pedologische und klimatische Standortansprüche der untersuchten Pflanzen gewinnen.

## Wichtigste Publikationen
- Die natürlichen Voraussetzungen und deren Berücksichtigung für eine erfolgreiche Weidewirtschaft im Kärntner Becken. Dissertation, Hochschule für Bodenkultur, Wien 1963.
- Standortuntersuchungen im Grünland. Habilitationsschrift, Hochschule für Bodenkultur, Wien 1982.
- Biologische Böschungssicherung durch Kurzwuchsrasen (= Straßenforschung. Band 308). Forschungsvorhaben Nr. 299 des Bundesministeriums für Bauten und Technik im Österreichischen Ingenieur- und Architektenverein, Wien 1986.
- Beschneiung und Vegetation. Bisherige Erfahrungen über die Auswirkungen der Beschneiung auf die Vegetation. Eigenverlag Pflanzensoziologisches Institut, Klagenfurt 1993.
- Hochlagenbegrünung unter besonderer Berücksichtigung der Berasung und Pflege von Schipisten. Eigenverlag Pflanzensoziologisches Institut, Klagenfurt 1994; 2. überarbeitete Auflage in deutscher und englischer Sprache, Klagenfurt 2003.
- Lore Kutschera, Erwin Lichtenegger, Monika Sobotik, Dieter Haas: Die Wurzel das neue Organ. Ihre Bedeutung für das Leben von Weltwitschia mirabilis und anderer Arten der Namib sowie von Arten angrenzender Gebiete. Mit Erklärung des geotropen Wachstums der Pflanzen. Eigenverlag Pflanzensoziologisches Institut, Klagenfurt 1997.
- Lore Kutschera, Erwin Lichtenegger: Wurzelstation Lobau. Einladung in den Wurzelraum. Herausgegeben von der Magistratsabteilung 49 – Forstamt und Landwirtschaftsbetrieb der Stadt Wien, Wien 2005.
- Mitherausgeber bzw. Mitautor der von Lore Kutschera und Monika Sobotik herausgegebenen siebenbändigen Wurzelatlas-Reihe.[1] Zur bibliographische Übersicht über die Einzelbände (1960–2009) siehe Lore Kutschera.